# Vert d'Ô
Le Vert d'Ô est un voilier de 8,90 m sur plan Ribadeau-Dumas, mis à l'eau en 2010. Ses lignes en font un voilier considéré comme classique, bien que ses appendices soient modernes (bulbe torpille). Ses lignes sont proches des séries Requins ou Dragons et des 6m JI. Son port d'attache est actuellement Pornic.

## Construction
La coque est construite en strip planking. Les lattes de western red cedar sont recouvertes intérieurement et extérieurement d'une peau epoxy/fibres de verre
La quille se compose de trois plis d'iroko et les douze membrures sont lamellé-collées. L'essence utilisée pour les membrures est principalement l'acajou même si deux des membrures sont en fait des porques (sous le mât) et sont composées alternativement de lamelles d'acajou et de frêne, permettant de reprendre des efforts de flexion plus importants.
La serre-bauquière est composée de deux pièces de pin d'Oregon massif, de même que le barrotage.
Le pont est latté en teck et les hiloires et le roof en acajou.
La coque a été construite entre 2008 et 2009 dans l'atelier de l'École supérieure du bois, à Nantes, et livrée au chantier d'Alexandre Genoud à Fouras, afin d'être pontée, accastillée et gréée.

### Voilure
Le Vert d'Ô possède une grand-voile de 22,7 m2 ainsi qu'un foc de 11,6 m2 ce qui n'entraîne pas un fort recouvrement de la grand-voile. Le spinnaker atteint 40 m2

### Le projet initial
À la base initié comme projet étudiant de l'École Supérieure du bois, la construction s'est déroulée sur plus d'un an.
L'école n'en étant pas à son coup d'essai en ce qui concerne la construction navale (citons les sister-ships Mahogany et Sylva 2, plusieurs kayaks et le Class 40 de Benoît Parnaudeau), les étudiants ont pu bénéficier des précieux conseils de leurs aînés. Comme toujours lors de ce type d'expérience, la gestion de projet et les techniques de construction ont été au cœur de l'apprentissage.
La construction de ce voilier, de par la participation d'étudiants, a fait l'objet de plusieurs articles de presse,. Le Vert d'Ô sera présent lors du salon Grand Pavois de La Rochelle 2010, il est d'ailleurs annoncé comme une des nouveautés phares des salons,,. Il fait également l'objet d'un essai dans le magazine Bateaux